# Dyker Heights (Brooklyn)
Dyker Heights es un vecindario predominantemente residencial en la esquina suroeste del distrito de Brooklyn en la ciudad de Nueva York (Estados Unidos). Está en una colina entre Bay Ridge, Bensonhurst, Borough Park y Gravesend Bay. El vecindario está delimitado por las avenidas 7 y 14, la calle 65 y Belt Parkway al oeste, este, norte y sur, respectivamente.
Dyker Heights se originó como un desarrollo de vivienda de lujo especulativo en octubre de 1895 cuando Walter Loveridge Johnson convirtió una parte del bosque en una comunidad suburbana. Mantuvo su estatus de barrio rico durante el siglo XX. Durante el apogeo de su desarrollo, los límites estaban principalmente entre las avenidas Décima y Trece y desde la calle 79 hasta la calle 86. Las mejores casas del desarrollo estaban situadas a lo largo de la parte superior de los 34 m cerro, a la altura de la Undécima Avenida y la Calle 82.
Dyker Heights tiene un carácter suburbano con casas unifamiliares y bifamiliares independientes y adosadas, muchas de las cuales tienen entradas para vehículos y patios privados, que son poco comunes en partes de la ciudad de Nueva York. El vecindario contiene calles arboladas y hay muy pocos edificios de apartamentos. Dyker Heights se puede dividir en aproximadamente tres secciones. La sección más al sur, al sur de 86th Street y al este de 7th Avenue, contiene Dyker Beach Park and Golf Course. La sección central entre Bay Ridge Parkway y 86th Street, y entre 14th Avenue y Fort Hamilton Parkway, tiene un carácter más exclusivo. El límite norte del vecindario está más integrado con las áreas circundantes. La Asociación Cívica de Dyker Heights, fundada en 1928, es un grupo cívico que representa los intereses de la comunidad. El área en su conjunto es conocida por sus exhibiciones de luces navideñas, que a menudo son elaboradas. 
Dyker Heights es parte del distrito 10 de la comunidad de Brooklyn y su código postal principal es 11228. Es patrullado por el Recinto 68 del Departamento de Policía de la Ciudad de Nueva York. Políticamente está representado por el Distrito 43 del Consejo de la Ciudad de Nueva York.

## Historia

### Siglos XVII a XIX

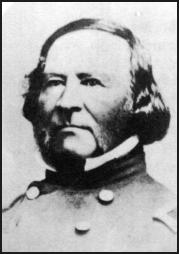
General de Brigada René Edward De Russy

El vecindario de Dyker Heights se encuentra dentro de los límites de la entonces ciudad holandesa de New Utrecht, fundada en 1657. En el área que la actual Dyker Heights la agricultura no se desarrolló en el siglo XVII o XVIII debido a que el declive del terreno era demasiado pronunciado, de modo que la zona siguió siendo un bosque común hasta mediados del siglo XIX. Los árboles de este bosque fueron utilizados por la gente del pueblo como fuente de leña y material de construcción. Cuando la industria agrícola de New Utrecht cambió del cultivo de granos al cultivo de productos de huerta, los árboles se talaron y en su lugar se cultivaron tomates, repollos y papas, entre otros productos.
La primera casa construida en la cima de la colina (lo que ahora es 11th Avenue y 82nd Street, a unos 34 m sobre el nivel del mar) fue construido a fines de la década de 1820 por el general de brigada René Edward De Russy del Ejército de los Estados Unidos. De Russy fue un ingeniero militar que construyó muchos fuertes militares, desde la frontera con Canadá hasta el Golfo de México y la costa del Pacífico, incluido Fort Hamilton en Brooklyn. Dado que este era el punto natural más alto en el suroeste de Brooklyn, construyó su casa aquí: permitía una vista clara del puerto y sus defensas, especialmente Fort Hamilton, que se completó en noviembre de 1831. De Russy murió en 1865 y su esposa, Helen, vendió la propiedad en 1888 a Jane Elisabeth Loveridge y Frederick Henry Johnson.

### Desarrollo por los Johnson

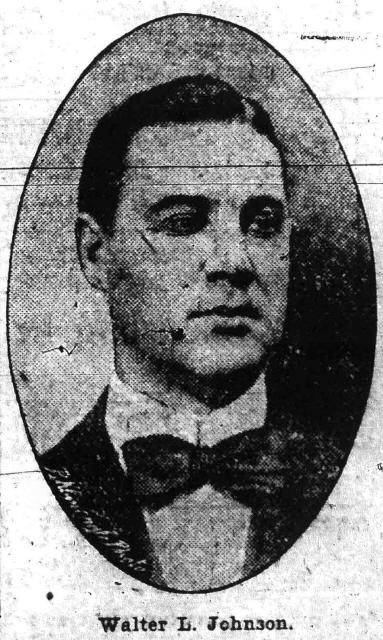
Walter L. Johnson, desarrollador de Dyker Heights

Según el Brooklyn Eagle, Frederick Johnson hizo "mucho por el desarrollo de la localidad en la que residía. Fue el autor del proyecto de ley de mejora original de New Utrecht y un ferviente defensor de la anexión de la ciudad a esta ciudad". La ciudad de New Utrecht se anexó a la ciudad de Brooklyn el 1 de julio de 1894. El 1 de enero de 1898, la ciudad de Brooklyn se anexó a la ciudad de Nueva York. Involucrado con bienes raíces, Johnson probablemente estaba al tanto de las presiones inmobiliarias y el potencial de los bienes raíces en New Utrecht. Con esto en mente, lo más probable es que haya comprado la finca De Russy con la intención de construir un vecindario residencial exclusivo similar a Bensonhurst-by-the-Sea, construido por James D. Lynch en 1880-1890 en la sección de Bath Beach de New Utrecht.
En ese momento, el Registro de Bienes Raíces afirmó que Bensonhurst-by-the-Sea era "el suburbio mejor desarrollado que jamás se haya establecido en Nueva York". Las restricciones impuestas a la propiedad hicieron de Bensonhurst-by-the-Sea "un asentamiento modelo, donde algunos de los ciudadanos más refinados, inteligentes y cultos de la ciudad de Nueva York y Brooklyn han construido sus hogares".
Tras la muerte de Johnson el 15 de agosto de 1893, a la edad de 52 años, su segundo hijo, Walter Loveridge Johnson, se hizo cargo del negocio inmobiliario y en octubre de 1895 fundó Dyker Heights en la propiedad de sus padres. Johnson nombró a su desarrollo "Dyker Heights" en honor a Dyker Meadow and Beach, que pasa por alto su desarrollo. El prado y la playa recibieron su nombre de los Van Dykes (una familia original de New Utrecht) que construyeron los diques para drenar el prado, o de los diques que construyeron los Van Dykes.
Johnson pudo convertir esta parte del bosque de New Utrecht en una comunidad residencial al realizarle las mejoras necesarias. En 1890, las únicas carreteras presentes eran Kings Highway, 86th Street, Denyse's Lane y una pequeña carretera sin nombre cerca de Tenth Avenue, ninguna de las cuales estaba pavimentada y solo 86th Street era una vía específicamente planificada como tal. El resto de la tierra estaba sin mejorar. Johnson continuó la cuadrícula de calles de Brooklyn hacia el sur con pavimento de macadán, niveló las propiedades, instaló líneas de gas, agua, teléfono y electricidad, y plantó hectáreas de azúcar : siete en las avenidas y veinte a lo largo de las calles. Esto abrió más de doscientos sitios de construcción más entre las avenidas Décima y 13, así como entre las calles 79 y 86.
En 1895, Johnson, muy consciente del éxito de Bensonhurst-by-the-Sea, construyó tres casas. Su casa estaba en la esquina suroeste de la avenida 11 y la calle 82 (al otro lado de la avenida de la casa de su madre), la casa de Albert Edward Parfitt estaba en la calle 82 al lado de la de Johnson, y la última, más cercana a la avenida Décima, era la casa de Arthur S. Tuttle, quien fue ingeniero asistente del suministro de agua del Departamento de Obras Públicas de la ciudad de Brooklyn. Parfitt fue el arquitecto de estas tres casas. La casa de Johnson se incendió antes de 1900, Parfitt's fue demolida por un desarrollador en 1928 y reemplazada por siete casas unifamiliares, comunes y corrientes, totalmente separadas, y la casa de Tuttle fue remodelada hace más de 10 años y revestida de brillante- ladrillo blanco y azul cielo.
A lo largo de la infancia del desarrollo, Johnson pudo utilizar la imprenta a su favor. Promocionó mucho sus casas suburbanas y afirmó que el terreno elevado, la magnífica vista al mar y las cuidadosas restricciones hacían de Dyker Heights el suburbio más hermoso del Gran Nueva York. Según los relatos de los periódicos, tenía razón. En 1896, Johnson construyó y vendió treinta casas en Dyker Heights. En enero de 1897, el Brooklyn Eagle informó sobre sus logros. "El Sr. Johnson ha tenido un gran éxito en el desarrollo de Dyker Heights y probablemente hizo más negocios y más ventas durante el año pasado que todos los demás asentamientos circundantes combinados". En abril de 1898 las ventas seguían siendo muy fuertes. "Dyker Heights aún mantiene su liderazgo entre las secciones suburbanas en operaciones de construcción, se construyeron más de cuarenta casas allí durante el año pasado... y hay veinte casas más por construir". Una de sus muchas ventajas era la ubicación, que según el Brooklyn Eagle, "es una de las mejores del área metropolitana de Nueva York, con una amplia vista del agua desde Sandy Hook hasta New Jersey Palisades, con Staten Island y las costas de New Jersey directamente en frente". Aún más elogios en febrero de 1899, "Dyker Heights ha sido uno de los asentamientos suburbanos más exitosos y de más rápido crecimiento, más de cien viviendas, con un costo de 5000 a 25 000 dólares cada una, que se erigieron allí en los últimos dos años."

### Ventajas del desarrollo

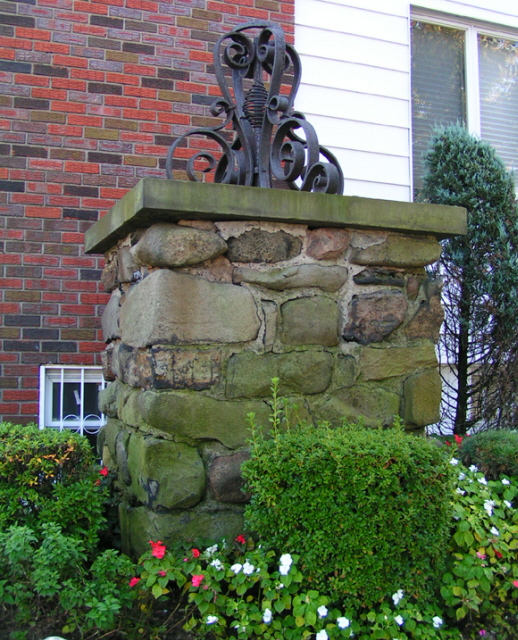
Enorme muelle de piedra fuera de una casa en Dyker Heights

En septiembre de 1899, The Wall Street Journal incluso informó sobre las ventajas del desarrollo, recomendándolo al "hombre ocupado de Wall Street " debido a "sus magníficas instalaciones de transporte... se puede llegar a él a través del ferry de Brooklyn de la calle Treinta y Nueve". y Eighty-Sixth Street Nassau Line en 45 minutos." Además, el artículo afirmaba que "el viaje de 45 minutos entre Dyker Heights y Wall Street por agua y tren es tan vigorizante como saludable es el clima de Dyker Heights. Las raras oportunidades que brinda Dyker Heights a los ricos y a quienes se encuentran en circunstancias moderadas se deben en gran medida a la energía, la iniciativa y el buen gusto de su fundador, el Sr. Walter L. Johnson". Un mes después, The Wall Street Journal publicó "Un lugar ideal para un hogar". A partir de ese artículo, se puede ver claramente por qué Dyker Heights tuvo tanto éxito. Su ubicación y sus lujosas casas eran de primera clase, "[Dyker Heights] no tiene rival en cuanto a ubicación, ya que está situado a una altitud de [110] pies sobre el nivel del mar, y está justo enfrente del nuevo Dyker Meadow Park.. que será el único parque junto al mar en el Gran Nueva York". El artículo también explicaba la exclusividad de la propiedad, que se puede ver en "sus enormes pilares de piedra con pesadas lámparas de hierro forjado y pergaminos" que adornan las entradas. En diciembre de 1899, el Brooklyn Eagle informó que "recientemente se ha comenzado a trabajar en treinta casas de clase alta, cuya demanda está en un punto muerto con la oferta".
Johnson estableció estándares muy altos para la comunidad: el Wall Street Journal explicó que "la propiedad está cuidadosamente restringida contra todas las molestias y no se puede erigir ningún edificio en una parcela de menos de 18 m de ancho por 30 m de profundidad, y cada edificio debe costar al menos 4000 y estar bien alejado de la calle". Estas regulaciones, que eran similares a las de Bensonhurst-by-the-Sea, estuvieron activas hasta 1915. Sin embargo, la característica más deseable del área seguía siendo la "vista ininterrumpida de la bahía inferior desde The Narrows hasta Sandy Hook y el Océano Atlántico, [que] es una de las más magníficas del país, y en ningún otro lugar de la ciudad consolidada es hay algo con lo que compararlo. Desde aquí se divisa un panorama marino difícil de superar.” Dyker Heights estaba tan deseoso que importantes miembros de la sociedad acudían a él. El Brooklyn Eagle informó en diciembre de 1899 que esta "fuga" de los barrios sociales más establecidos, como Brooklyn Heights y los de Manhattan, "casi amenaza con bajar el tono social de los barrios donde este éxodo universal está efectuando un cambio gradual en el carácter de la población."

### Finales delsigloXIXy principios delXX
La propiedad en la calle 84 cerca de la avenida 13 se puso a disposición de la International Sunshine Society en 1906 por el abogado, financiero y promotor George E. Crater, Jr. La sociedad pudo adquirir la casa por 11 000 dólares, aproximadamente la mitad del valor de mercado., y abrió Dyker Heights Home for Blind Babies el 1 de noviembre de 1906. Cynthia W. Alden, Mary C. Seward y otros funcionarios de la sociedad trabajaron con la Junta de Educación de la Ciudad de Nueva York para establecer el primer jardín de infancia público para niños ciegos en el hogar en 1907. El edificio original ya no está, pero el trabajo iniciado en Dyker Heights proporcionó un legado de reformas significativas en la educación pública de los niños ciegos en Nueva York y otras regiones de los Estados Unidos.

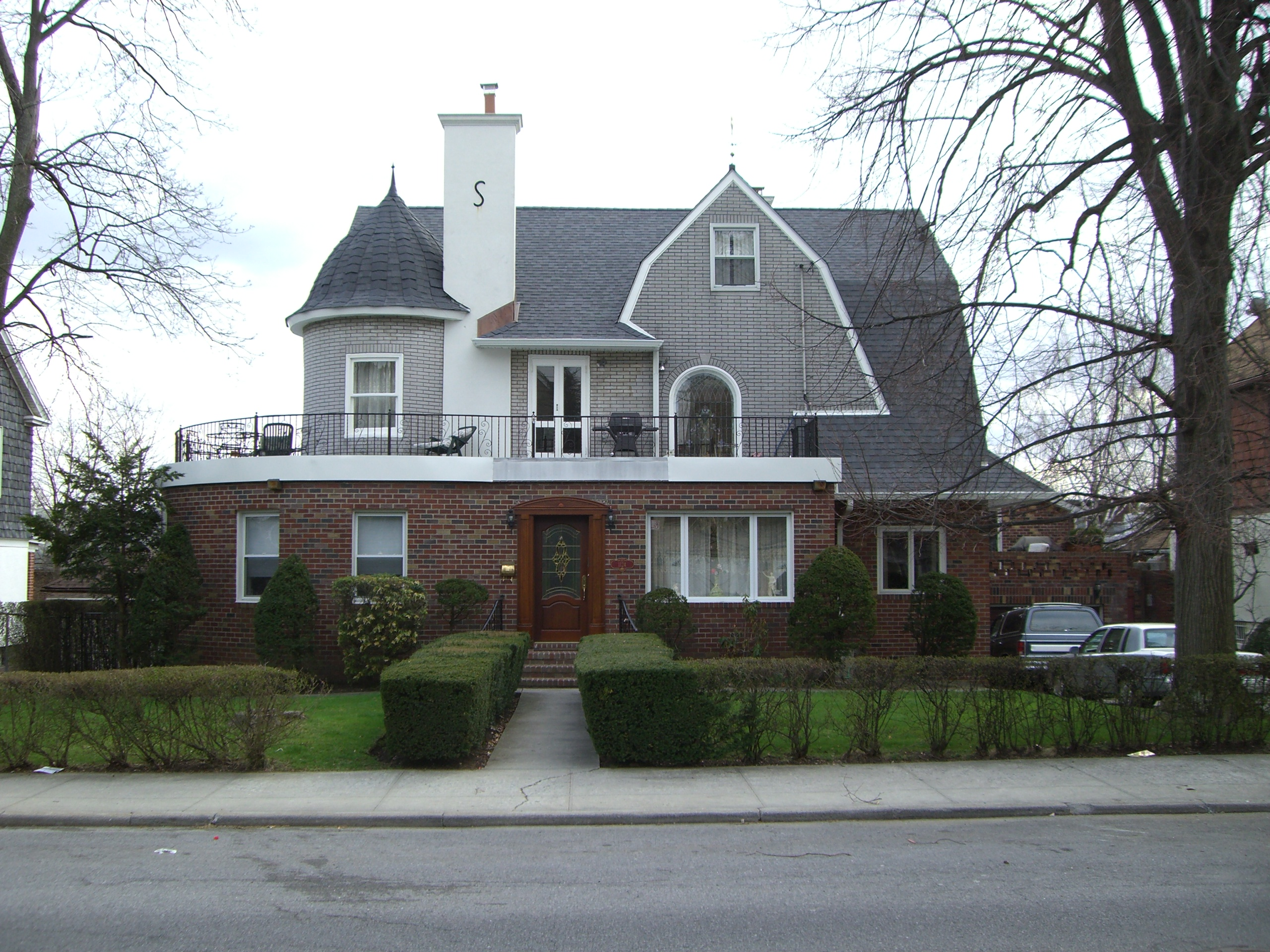
La casa de Constantine Schubert en Dyker Heights

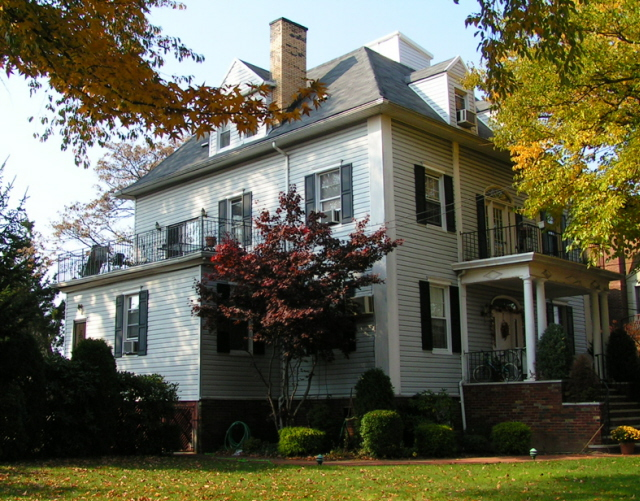
La casa del doctor Lorenzo Ullo en Dyker Heights

Uno de los muchos puntos focales del vecindario fue el Dyker Heights Club, que comenzó en octubre de 1896. Para la primavera de 1898, el club tenía una casa club de 30 000 dólares diseñada por Albert Edward Parfitt en un lote de 8500 dólares, que medía 200 × 200, ubicado en la esquina noreste de 13th Avenue y 86th Street. Johnson trasladó su oficina de bienes raíces a la casa club y contrató a un arquitecto de tiempo completo, Constantine Schubert, quien también era propietario de una casa en Dyker Heights. Este gran edificio neoclásico fue demolido en 1929 por el Arzobispo John Hughes Knights of Columbus Club, cuando adquirieron la propiedad por 60 000 dólares.
Al principio de la historia de Dyker Heights, Johnson compró continuamente extensiones de tierra consecutivas hasta que los límites de Dyker Heights se extendieron desde la calle 79 en el norte, aproximadamente la calle 86 en el sur, la Décima Avenida hacia el oeste y unos 90 m al este de la Avenida 13 hacia el este. Sin embargo, los límites del vecindario de Dyker Heights ahora están definidos por la oficina de correos de Dyker Heights en la esquina noroeste de las calles 13 y 84; a lo largo de su borde noreste corre Bay Ridge Avenue; 16th Avenue es su límite sureste; Fort Hamilton hace su frontera suroeste; y la Interestatal 278 es el límite noroeste.

## Demografía

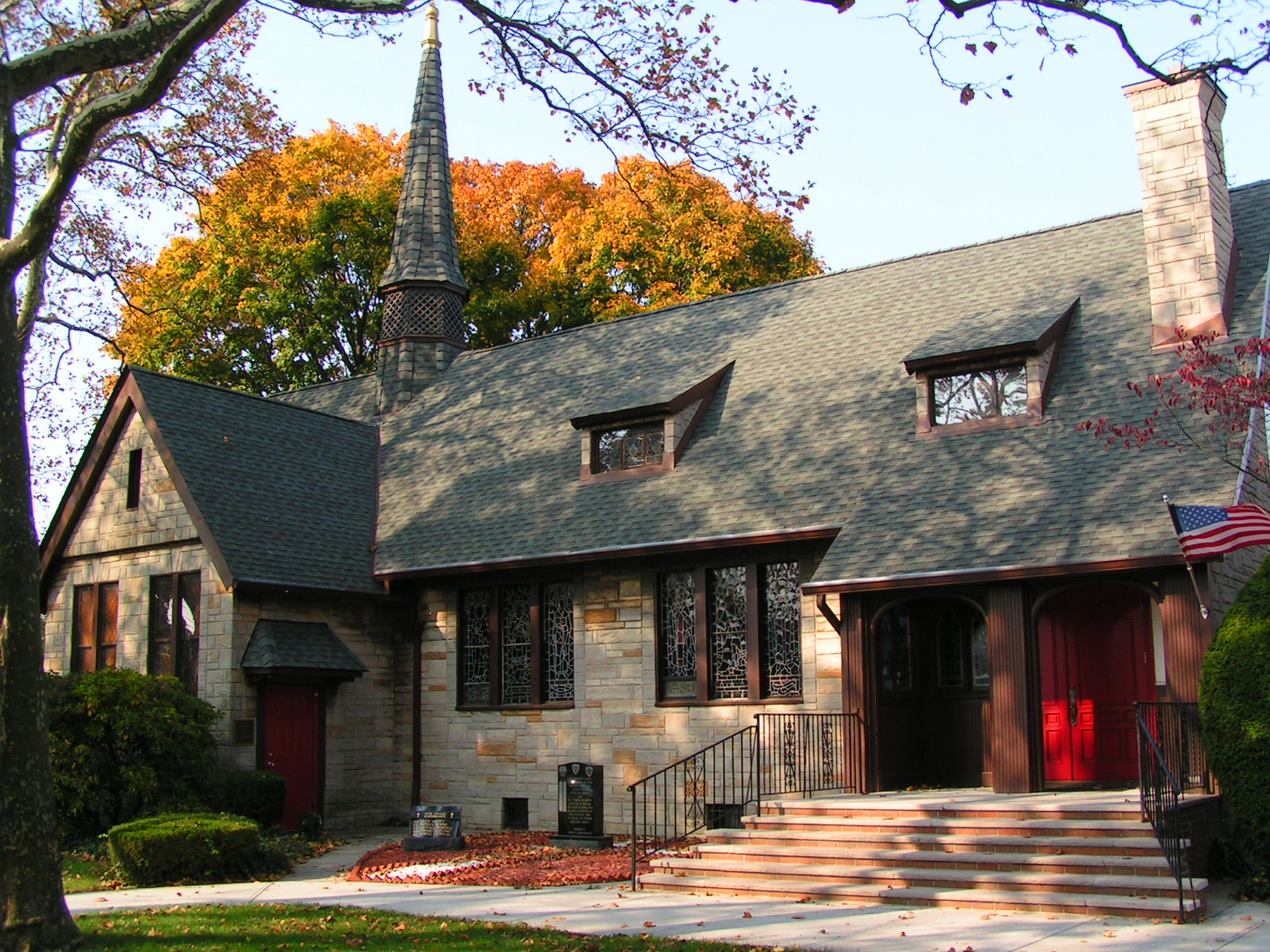
Iglesia de St. Phillips en Dyker Heights

Según los datos del censo de Estados Unidos de 2010, la población de Dyker Heights era de 42 419 habitantes, un aumento de 3087 (7,8%) de los 39 332 contados en 2000.
La composición racial del vecindario era 70,2 % blanca, 0,1 % afroamericana, 27,1 % asiática, 0,1 % de otras razas y 1 % (430) de dos o más razas. Hispanos o latinos de cualquier raza eran el 5,9% de la población.
La Junta Comunitaria 13 en su totalidad tenía 142 075 habitantes según el Perfil de Salud Comunitario de 2018 de NYC Health, con una esperanza de vida promedio de 83,1 años. : 2, 20 Esto es más alto que la expectativa de vida promedio de 81,2 años para todos los vecindarios de la ciudad de Nueva York. : 53 (PDF p. 84)  La mayoría de los habitantes son adultos y jóvenes de mediana edad: el 20 % tiene entre 0 y 17 años, el 34 % entre 25 y 44 años y el 25 % entre 45 y 64 años. La proporción de residentes en edad universitaria y de edad avanzada fue menor, del 7 % y el 15 %, respectivamente. : 2 
A partir de 2016, el ingreso familiar promedio en el Distrito Comunitario 10 fue de 68 679. En 2018, aproximadamente el 19 % de los residentes de Bay Ridge y Dyker Heights vivían en la pobreza, en comparación con el 21 % en todo Brooklyn y el 20 % en toda la ciudad de Nueva York. Uno de cada doce residentes (8 %) estaba desempleado, en comparación con el 9 % en el resto de Brooklyn y la ciudad de Nueva York. La carga del alquiler, o el porcentaje de residentes que tienen dificultades para pagar el alquiler, es del 49 % en Bay Ridge y Dyker Heights, un poco más bajo que las tasas del 52 % y el 51 % en toda la ciudad y el condado, respectivamente. Según este cálculo, a 2018 , Bay Ridge y Dyker Heights se consideran de altos ingresos en relación con el resto de la ciudad.: 7 

### Historia cultural
Los primeros residentes fueron funcionarios del gobierno local o profesionales adinerados. Por ejemplo, IM De Varona era ingeniero de la Oficina de Aguas, Clarence Barrow era ex-Comisionado de Bomberos, William C. Bryant era el actual Comisionado de Bomberos, George W. Dickinson era un comerciante de artículos de algodón, W. Bennett Wardell era un juez jubilado, Richard Perry Chittenden fue asistente del consejo de la corporación, Freeland Willcox fue secretario de Cheeseborough Vaseline Company y Eugene Boucher fue estibador y corredor de seguros.
El Brooklyn Eagle explicó un problema que Johnson tenía con una familia italiana en particular en una casa "que en ese momento era propiedad de Walter L. Johnson, estaba ocupada por una familia italiana, a quien el Sr. Johnson pagó $ 600 para desocuparla para que el vecindario de Dyker Heights, que está muy cuidadosamente restringido, no tenga características objetables al respecto".
Dyker Heights Boulevard, también conocido como 13th Avenue, contiene muchas empresas de propiedad italiana. Dyker Heights Boulevard es el único distrito comercial en Dyker Heights y es el centro de facto del vecindario.
Sin embargo, desde la década de 2000, ha habido una afluencia cada vez mayor de residentes asiáticos en el vecindario y el Departamento de Planificación Urbana de la Ciudad de Nueva York publicó datos del censo de 2020 que muestran, por primera vez en la historia, que la población asiática en el vecindario ha superado a la población blanca.. Los residentes de población asiática están entre 30 000 y 39 999, mientras que los residentes de población blanca restantes están entre 10 000 y 19 999. Los datos del censo de 2020 también mostraron una pequeña pero significativa población hispana de 5000 a 9999 residentes.

## Alojamiento

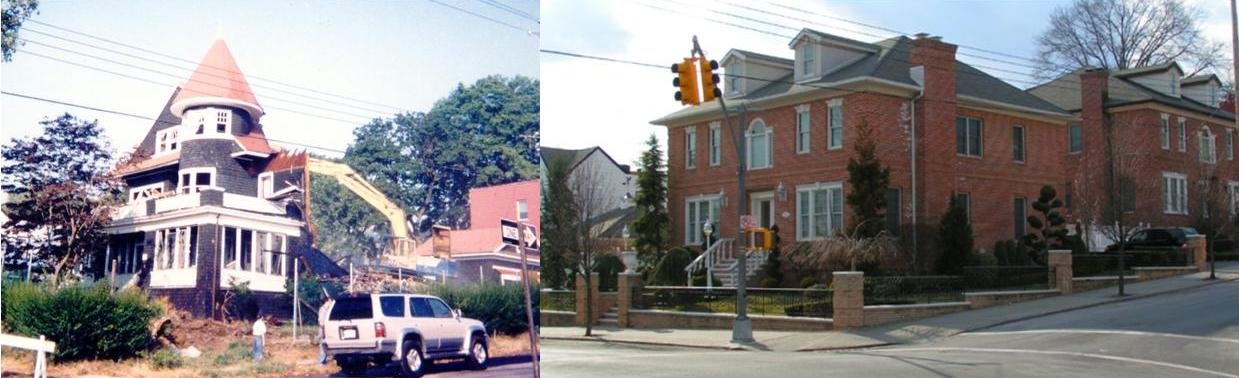
La demolición de la Casa Chittensen (izquierda, en 1998) y las viviendas que la reemplazaron (derecha, en 2006)

El inventario de viviendas de Dyker Heights consiste principalmente en majestuosos bungalows unifamiliares separados y adosados.
En diciembre  entre el adverso, y sin embargo desde     1899, el Brooklyn Eagle escribió una descripción muy detallada  entre el adverso, y sin embargo desde     las casas en Dyker Heights:

Las residencias típicas de Dyker Heights tienen cinco habitaciones cada una en el primer y segundo piso y cuatro habitaciones en el tercero. Al entrar, el recluso o visitante es conducido a un pasillo de doce pies de ancho que se extiende hasta la despensa del mayordomo. A la derecha de este salón está el salón y la biblioteca ya la izquierda la recepción y los comedores. El espacio posterior está ocupado por la cocina, la despensa y los baños con pisos de cerámica. El arce ojo de pájaro se usa en el acabado de la sala y el roble en cuartos en el de la biblioteca, uno con revestimiento de la chimenea de la misma madera con un acabado de mosaico elegante. Una gran chimenea con morillos ornamentales completa la decoración mural. Los techos tienen diez pies de altura en el primer piso, mientras que nueve pies es la elevación del segundo y ocho pies la del tercer piso. Por lo general, el comedor tiene quince pies cuadrados y está rematado en sycamore en cuartos. Al igual que el vestíbulo, la sala de recepción está hecha de roble en cuartos, pero es de forma circular y tiene un diámetro de diez pies. En la cocina hay una chimenea vidriada, mientras que debajo de las escaleras, hablando desde un primer piso, se encuentran el sótano y el lavadero, con una profundidad de dos metros y medio, y un piso doble de asfalto hormigón.

De las cinco habitaciones en el segundo piso, una es una sala de estar y el resto son apartamentos para dormir, todos los cuales están terminados en roble en cuartos y sicómoro. Un baño grande con pisos cerámicos ocupa el espacio restante del segundo piso. Subiendo al tercer piso encontramos ciprés liso como acabado invariable de los apartamentos, que comprenden dos cuartos de servicio, una sala de juegos o sala de estar y una sala de billar revestimiento de madera a los lados y provista de asientos para los jugadores y espectadores. Cabe señalar además que la sala de recepción y el comedor también tienen un revestimiento de seis pies de altura.

De las aproximadamente 150 casas construidas inicialmente por Johnson, queda aproximadamente la mitad; mientras que los otros han sido demolidos y reemplazados por grandes villas mediterráneas, condominios, así como casas semi y totalmente adosadas. Muy pocas de las casas más nuevas encajan en el contexto histórico de Dyker Heights y, en contraste con los desarrollos contemporáneos de Ditmas Park y Prospect Park South de Brooklyn, muchas de las casas originales que sobrevivieron han sido ampliamente renovadas y remodeladas. 

### Decoraciones de Navidad

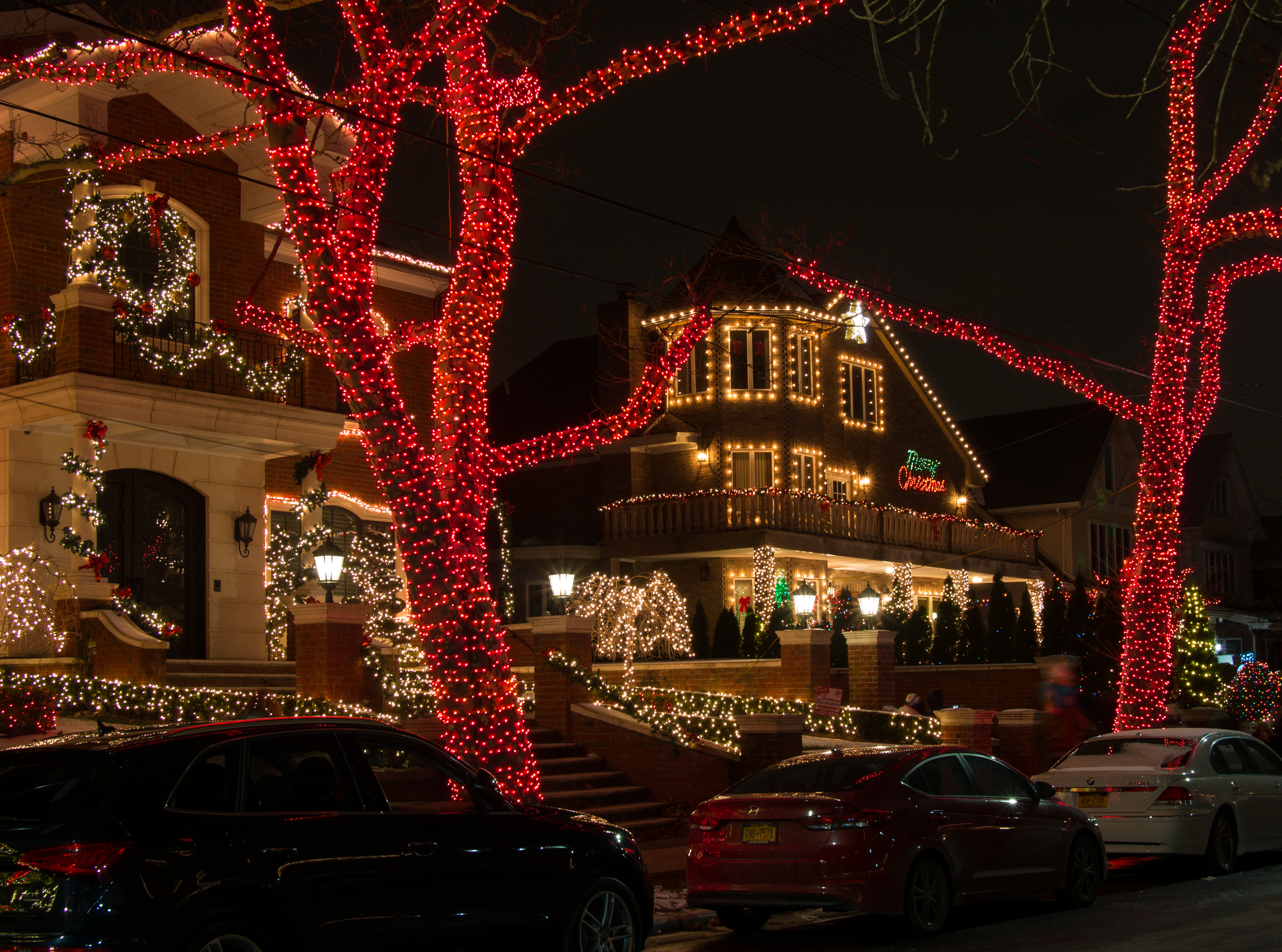
Casas decoradas en Dyker Heights en diciembre de 2017

Dyker Heights es ahora más famoso por sus luces y decoraciones navideñas erigidas cada año por sus residentes. Se le ha llamado "el rompecorazones más cálido de Con Ed", la "capital indiscutible del espectáculo navideño" y el "rey de las luces navideñas". Estas son ahora el núcleo de la identidad de Dyker Heights, porque participa toda la comunidad, no solo una casa o una cuadra. Como tal, se ha hecho referencia a Dyker Heights como "un epicentro de luces navideñas colgadas profesionalmente". La mayoría de las decoraciones navideñas en el área no son erigidas por propietarios de viviendas, sino por empresas de decoración locales, pero el costo de contratar decoradores profesionales puede variar mucho, desde 1000 hasta 20 000 dólares o más, según la escala de la exhibición; muchas empresas también ofrecen servicios adicionales, incluida la opción de desmontar y almacenar decoraciones.
Formalmente, el alumbrado y la decoración navideña comienzan el último jueves de noviembre (Día de Acción de Gracias) y se mantienen hasta los primeros días de enero, siendo mediados de diciembre los días más visitados por los turistas.
Aunque no está claro en qué diciembre comenzaron las luces, los informes periodísticos y los recorridos por el área sugieren que comenzó en algún momento de la década de 1980. En 1985, Lou Singer comenzó a realizar recorridos (Singer's Brooklyn) a través de las partes más elaboradamente iluminadas de Bensonhurst, Canarsie, Bay Ridge y Dyker Heights, donde se podía encontrar "iluminación de diseño". Desde esos informes iniciales de 1980, las luces de Dyker Heights se han vuelto cada vez más populares entre los neoyorquinos a medida que se creaban artículos periodísticos, programas de noticias, documentales y controles remotos. En 2000, Conan O'Brien filmó una emisión de Late Night with Conan O'Brien en Dyker Heights. En 2001 se produjo un documental televisado de PBS "Dyker Lights" como una visión del vecindario con historias relacionadas con las luces navideñas.

#### Decoraciones notables
Al principio, las dos casas más destacadas estaban en la calle 84, entre las avenidas 11 y 12, directamente una frente a la otra. La casa de Lucy Spata con su tema de Papá Noel en 1152 84th Street y la de Alfred Polizzotto con su motivo de Cascanueces en 1145 84th Street.
En diciembre de 1998, la casa de los Spata se cubrió de luces, soldados y niños del coro iluminados y otras figuras navideñas. El interior está decorado con 50 muñecos motorizados, pueblos en miniatura y muchos regalos. Afuera Santa, interpretada por su sobrino, saluda a los niños y demás personas que pasan.
La mansión blanca, propiedad de Alfred Polizzotto y su familia, estaba adornada con un par de zapatos de 9 m altos soldados de madera que hacían guardia y agitaban los brazos. El jardín delantero tenía caballos encabritados y un cuarteto de bailarines. En 1988, Polizzotto fue diagnosticado con linfoma, que fue tratado con éxito al año siguiente. Para celebrar su triunfo, Polizzotto montó la exhibición al año siguiente y hasta su muerte. En 2001 murió Polizzotto; sin embargo, su familia continuó la tradición en su honor durante algunos años, hasta detenerse en 2020.
En 1996, los Caso, que se mudaron a Dyker Heights en 1995 y desde entonces se han mudado, hicieron que el artista de Midwood Carl Oliveri diseñara "A Christmas Carol" de Charles Dickens, que incluía 29 figuras de tamaño natural en su jardín delantero en 1062 84th St.

## Representación política

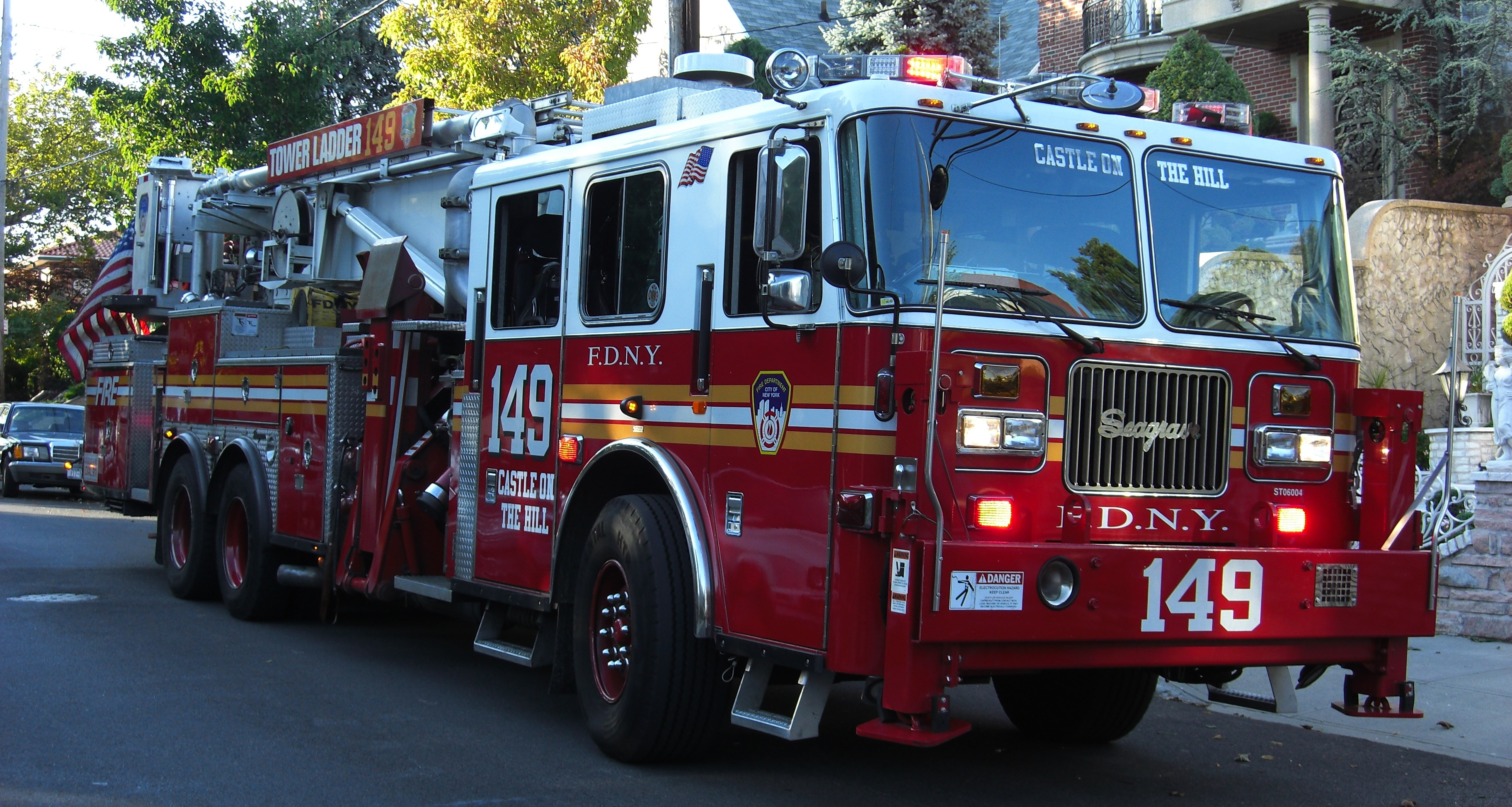
Ladder Company 149 en acción en la calle 85

El vecindario es parte del distrito 11 del Congreso de Nueva York, representado por la republicana Nicole Malliotakis a 2021. También es parte del distrito 22 del Senado estatal, representado por el demócrata Andrew Gounardes, y los distritos 46 y 49 de la Asamblea estatal, representados respectivamente por los demócratas Mathylde Frontus y Peter J. Abbate Jr. Dyker Heights está ubicado en el distrito 43 del Consejo Municipal de Nueva York, representado por Justin Brannan.
Dyker Heights cuenta con el servicio de la Junta Comunitaria de Brooklyn 10. La Asociación Cívica de Dyker Heights es la asociación cívica no oficial del vecindario.

## Policía
El Precinto 68 del NYPD está ubicado en 333 65th Street. El Precinto 68 ocupó el séptimo lugar entre las 69 áreas de patrullaje para el crimen per cápita en 2010. A 2018 , con una tasa de agresiones no fatales de 23 por cada 100 000 personas, la tasa de crímenes violentos per cápita de Bay Ridge y Dyker Heights es menor que la de la ciudad en su conjunto. La tasa de encarcelamiento de 168 por cada 100 000 habitantes es inferior a la de la ciudad en su conjunto.: 8 
El Precinto 68 tiene una tasa de delincuencia más baja que en la década de 1990, y los delitos en todas las categorías han disminuido en un 88,6 % entre 1990 y 2018. El recinto informó 2 asesinatos, 16 violaciones, 59 robos, 129 agresiones graves, 96 robos, 387 hurtos mayores y 86 hurtos mayores de automóviles en 2018.

## Bomberos
La estación de bomberos de Engine Co. 284/Ladder Co. 149 del Departamento de Bomberos de la Ciudad de Nueva York (FDNY) está ubicada en 1157 79th Street.

## Salud
A 2018, los partos prematuros y los partos de madres adolescentes son menos comunes en Bay Ridge y Dyker Heights que en otros lugares de la ciudad. En Bay Ridge y Dyker Heights, hubo 95 nacimientos prematuros por 1000 nacidos vivos (en comparación con 87 por 1000 en toda la ciudad) y 11,4 nacimientos de madres adolescentes por 1000 nacidos vivos (en comparación con 19,3 por 1000 en toda la ciudad).: 11  Bay Ridge y Dyker Heights tienen una gran población de residentes que no tienen seguro o que reciben atención médica a través deMedicaid. En 2018, se estimó que esta población de residentes sin seguro era del 15 %, que es más alta que la tasa de toda la ciudad del 12 %.: 14 
La concentración de partículas finas, el tipo de contaminante del aire más mortífero, en Bay Ridge y Dyker Heights es de 0,0074 miligramos por m³, inferior a los promedios de toda la ciudad y del condado.: 9 El doce por ciento de los residentes de Bay Ridge y Dyker Heights son fumadores, que es inferior al promedio de la ciudad del 14% de los residentes que son fumadores. : 13 En Bay Ridge y Dyker Heights, el 28 % de los residentes son obesos, el 15 % son diabéticos y el 31 % tienen presión arterial alta, en comparación con los promedios de toda la ciudad de 24 %, 11 % y 28 %, respectivamente. : 16 Además, el 16 % de los niños son obesos, en comparación con el promedio de la ciudad del 20 %. : 12 
El noventa y dos por ciento de los residentes comen algunas frutas y verduras todos los días, lo que es un poco más alto que el promedio de la ciudad del 87%. En 2018, el 74 % de los residentes describió su salud como "buena", "muy buena" o "excelente", por debajo del promedio de la ciudad del 78 %.: 13 Por cada supermercado en Bay Ridge y Dyker Heights, hay 21 bodegas. : 10 
El área de Bay Ridge/Dyker Heights/Bensonhurst no tiene hospitales. Sin embargo, el Coney Island Hospital, el NYU Langone Hospital – Brooklyn y el Maimonides Medical Center están ubicados en vecindarios cercanos. : 19–20 Además, la ambulancia de voluntarios BRAVO está a cargo de la organización de voluntarios de ambulancias de Bay Ridge.

## Oficina de correos y código postal
Dyker Heights está cubierto por el código postal 11228. La estación Dyker Heights de la Oficina Postal de los Estados Unidos está ubicada en 8320 13th Avenue.

## Educación

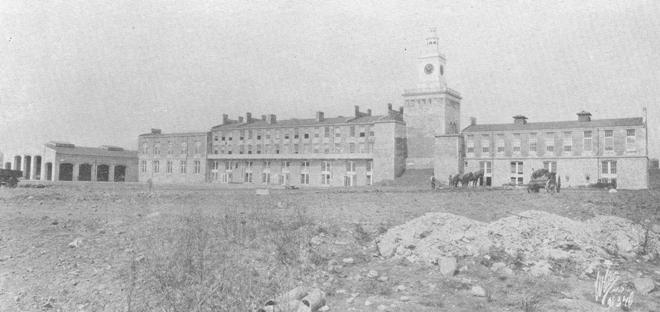
Poly Prep como se ve en 1919

Bay Ridge y Dyker Heights generalmente tienen una proporción similar de residentes con educación universitaria con respecto al resto de la ciudad a 2018. Mientras que el 46 % de los residentes mayores de 25 años tiene una educación universitaria o superior, el 19 % tiene menos de una educación secundaria y el 35 % se graduó de la escuela secundaria o tiene alguna educación universitaria. Por el contrario, el 40% de los habitantes de Brooklyn y el 38% de los residentes de la ciudad tienen educación universitaria o superior.: 6 El porcentaje de estudiantes de Bay Ridge y Dyker Heights que sobresalen en lectura y matemáticas ha ido en aumento, con un aumento del rendimiento en lectura del 51 % en 2000 al 52 % en 2011, y un aumento del rendimiento en matemáticas del 49 % al 71 % en el mismo período de tiempo.
La tasa de ausentismo de estudiantes de escuela primaria en Bay Ridge y Dyker Heights es más baja que en el resto de la ciudad de Nueva York. En Bay Ridge y Dyker Heights, el 8 % de los estudiantes de la escuela primaria faltaron veinte o más días por año escolar, en comparación con el promedio de la ciudad del 20 % de los estudiantes. : 24 (PDF p. 55) : 6 Además, el 82% de los estudiantes de secundaria en Bay Ridge y Dyker Heights se gradúan a tiempo, más que el promedio de la ciudad del 75% de los estudiantes. : 6 

### Bibliotecas
La Biblioteca Pública de Brooklyn tiene dos sucursales en Dyker Heights. La sucursal de Dyker está ubicada en 8202 13th Avenue, cerca de 82nd Street. La estructura de un piso, inaugurada en 1974, fue diseñada por daniel laitin y presenta una fachada vidriada azul verdosa.
La sucursal de McKinley Park está ubicada en 6802 Fort Hamilton Parkway, cerca de 68th Street. La ubicación de McKinley Park fue originalmente una "estación de depósito" con una pequeña colección circulante, que se inauguró en 1911. La biblioteca se trasladó a los actuales 690 m² edificio en 1959, y la estructura fue restaurada en 1995.

## Transporte

### Transporte público

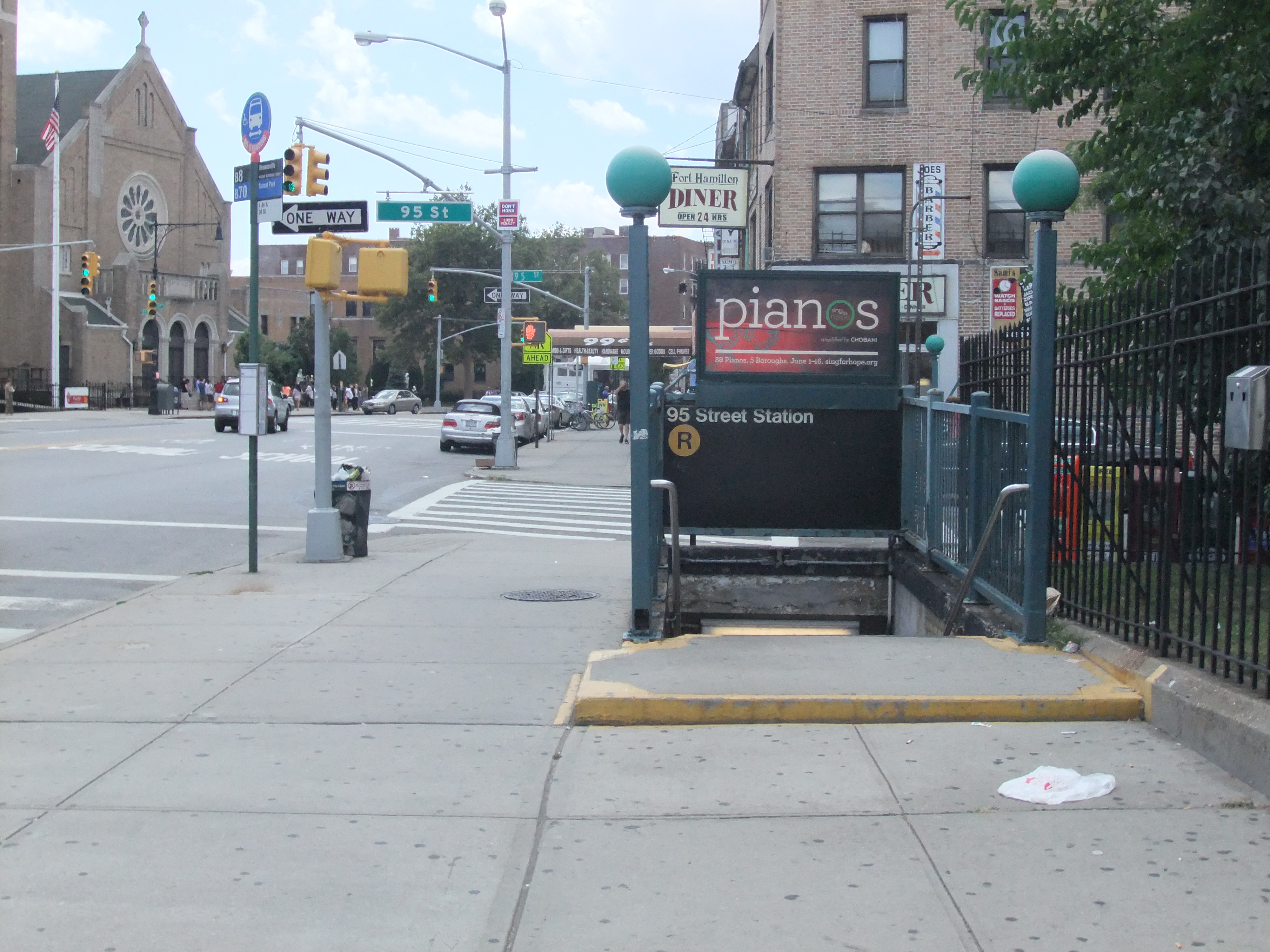
Entrada a la estación de metro de la calle 95

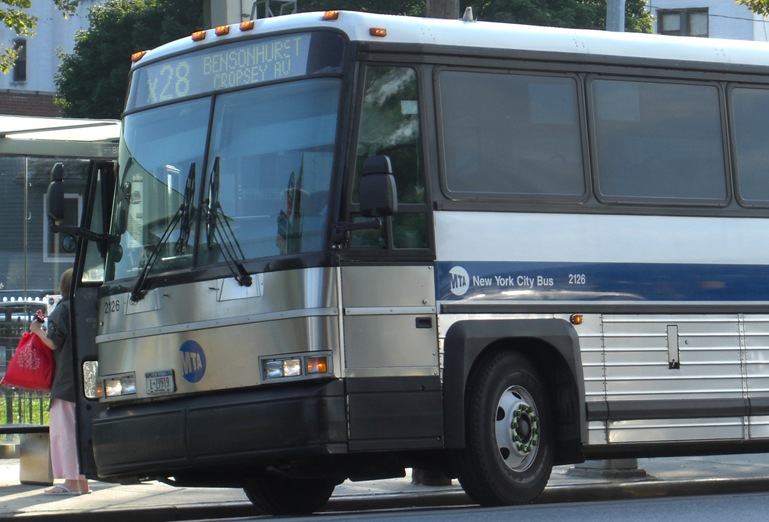
Autobús X28 de MTA en 86th Street en Dyker Heights

El metro de la ciudad de Nueva York no sirve directamente al centro de Dyker Heights, pero sus comunidades vecinas sí; Puede oscilar entre 15 y 20 minutos a pie hasta una estación en Bay Ridge, Borough Park o Bensonhurst, según el lugar del vecindario en el que se encuentre. Bay Ridge cuenta con el servicio de BMT Fourth Avenue Line (tren R), con estaciones en Avenida Bay Ridge, Calle 77, Calle 86 y Bay Ridge–Calle 95. El extremo sur de Borough Park cuenta con el servicio de BMT Sea Beach Line (trenes N, Q y W), con estaciones en el Fort Hamilton Parkway y la Avenida New Utrecht. Bensonhurst cuenta con el servicio de la línea BMT West End (tren D), con estaciones en Calle 79, Calle 71 y Avenida New Utrecht.
Varias rutas locales de la MTA y dos rutas expresas sirven a Dyker Heights; las rutas son B1.
Se puede acceder a Dyker Heights en automóvil a través de Belt Parkway, así como de la Interestatal 278 (Puente Verrazano-Narrows a Staten Island, Gowanus Expressway y Brooklyn-Queens Expressway).

## Iglesias
- Iglesia Santuario de Santa Bernardita (católica)[67]
- Parroquia de Santa Rosalía-Regina Pacis (católica)[68]
- San[69] Efrén (católica)[70]
- San Felipe (episcopal)[71]
- Iglesia Bautista Lefferts Park (bautista independiente)

## Parque y campo de golf
Southwestern Dyker Heights contiene el Dyker Beach Park and Golf Course, un parque público y un campo de golf municipal de 18 hoyos.

## Residentes notables
Entre los residentes notables de Dyker Heights están:
- Scott Baio, actor[74]
- Anthony Fauci, director del Instituto Nacional de Alergias y Enfermedades Infecciosas y uno de los miembros principales del Comisión Especial de la Casa Blanca sobre el Coronavirus en relación con la pandemia de COVID-19, creció en Dyker Heights, sobre la farmacia del vecindario de su familia.[75]